# Kornej Ivanovič Čukovskij
Kornej Ivanovič Čukovskij, pseudonimo di Nikolaj Vasil'evič Kornejčukov (Корней Иванович Чуковский) (San Pietroburgo, 31 marzo 1882 – Mosca, 28 ottobre 1969), è stato un poeta, traduttore, critico letterario e scrittore russo, noto soprattutto come autore per favole in versi per i bambini.

## Biografia
Anglista, ha tradotto in russo molti capolavori della letteratura inglese ed è stato autore di uno dei più importanti saggi sulla traduzione (Vysokoe iskusstvo, 1925). Ha fatto conoscere ai russi la poesia inglese e americana del XX secolo.
La sua fama è tuttavia legata, soprattutto, ai racconti in versi per bambini, che hanno per protagonisti gli animali. La sua prima fiaba in versi "Il Coccodrillo" - risale al 1916. Altre fiabe molto popolari: "La Mosca Chiacchierina","Lo scarafaggio", "Il Dottore Ajbolit", "Il telefono", "Lavati fino a consumarsi". Le sue fiabe, come le opere di Lewis Carroll, sono basate spesso sul nonsense. Sebbene le favole siano state scritte in età giovanile, prima cioè della Rivoluzione d'ottobre, furono intese nell'Unione Sovietica degli anni trenta come opere satiriche anticomuniste, bollate come "diffamanti nei confronti dello stato sovietico" per cui rimasero nell'elenco delle "opere non soggette alla distribuzione e commercializzazione nelle librerie"  fino al 1981.

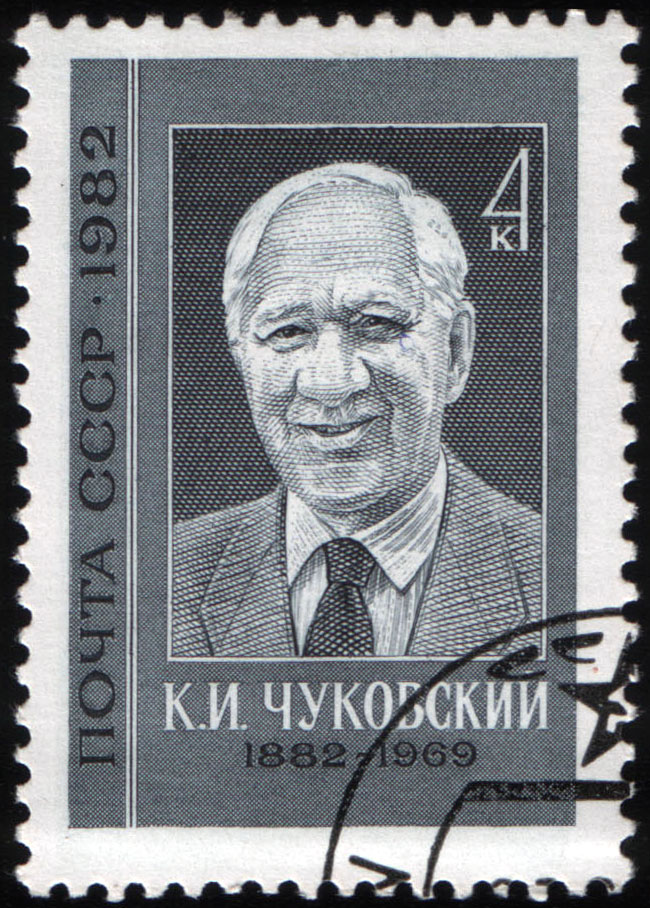
Francobollo commemorativo di Čukovskij emesso dall'URSS nel 1982

La figlia di Kornej Čukovskij, Lidija (1907–1996), è stata anch'essa scrittrice e poetessa.

## Opere tradotte in italiano
- Kornej Ivanovič Čukovskij, Il dottor Aibolit nel paese delle scimmie, Edizioni paoline, Vicenza 1970.
- Kornej Ivanovič Čukovskij, Il pulcino, traduzione di S. Raggio, illustrazioni animate di T. Sevariova, Malyš-Edest, Mosca-Genova 1981.
- Kornej Ivanovič Čukovskij, Crocodilo, traduzione di Daniela Almansi, illustrazioni di Lucie Müllerová, Orecchio acerbo editore, Roma 2021.
- Kornej Ivanovič Čukovskij, Krokodil - Coccodrillo, traduzione di Debora Vitulano, Slavia, rivista trimestrale, anno 2020 n. 1.
- Kornej Ivanovič Čukovskij, La traduzione: una grande arte, Cafoscarina, Venezia 2003.